# Helene Hirsch
Helene Hirsch (27. listopadu 1863 Nemošice – 13. února 1937 Brno) byla česká německojazyčná pedagožka, spisovatelka a dramatička

## Životopis
Vystudovala Učitelský ústav v Brně a od roku 1883 v Brně vyučovala. V 18 letech psala novely a články do rakouských novin. Později pokračovala dramatem a prózou. Přebývala v Brně.

## Dílo

### Próza[3]
- Der Anschauungsunterricht (Bll. aus dem Tagebuch eines Lehrers) – 1913
- Das Grieblhaus (Roman) – 1925
- Ich will[4]

### Drama[3]
- Ein Auserwählter (Schauspiel) – 1901
- Im Himmelreich (Schauspiel) – 1902
- Ihr Wille (Schauspiel) – 1906
- Die Versöhnung (Volksstück) – 1907
- Der Pelz (Lustspiel) – 1928
- Das Leben[4]
- Das Wunder[4]
- Jung Werners großes Leid[4]
- Konkurrenz[4]